# Matthieu Delpierre
Matthieu Delpierre (ur. 26 kwietnia 1981 w Nancy) – francuski piłkarz grający na pozycji środkowego obrońcy.

## Kariera klubowa
Delpierre jest wychowankiem klubu Lille OSC. Do pierwszej drużyny trafił już w 1999 roku, ale był wówczas tylko rezerwowym (zaledwie 2 mecze w Ligue 2), toteż nieznaczne przyczynił się do awansu Lille do Ligue 1. W pierwszej lidze Delpierre zadebiutował 11 listopada 2000 w zremisowanym 1:1 meczu z AJ Auxerre. W sezonie 2000/2001 nadal nie grał jednak w pierwszym składzie Lille, z którym zajął 3. miejsce w lidze. Miejsce w wyjściowej jedenastce Matthieu wywalczył w sezonie 2001/2002, kiedy to wystąpił w fazie grupowej Ligi Mistrzów, a następnie w rozgrywkach Pucharu UEFA.
Latem 2004 roku Delpierre na zasadzie wolnego transferu (skończył mu się kontrakt z Lille) przeniósł się do niemieckiego VfB Stuttgart. W Bundeslidze zadebiutował 27 października w przegranym 1:2 meczu z Werderem Brema i już w debiucie zdobył gola. W całym sezonie zagrał tylko 10-krotnie i przez pewien czas pojawiał się nawet rezerwach VfB. W sezonie 2005/2006 Delpierre był już podstawowym zawodnikiem Stuttgartu i zajął z tym klubem 9. miejsce. W sezonie 2006/2007 trener zespołu Armin Veh stanowczo postawił na parę Delpierre – Fernando Meira w środku obrony i zespół spisywał się na tyle udanie, że na koniec sezonu wywalczył mistrzostwo Niemiec. Delpierre z VfB dotarł także do finału Pucharu Niemiec, ale przegrał w nim z 2:3 z 1. FC Nürnberg. Dobra postawa Matthieu spowodowała, że zawodnikiem zainteresowały się takie kluby jak Bayern Monachium, Arsenal F.C., Olympique Marsylia i AS Saint-Étienne, ale francuski obrońca przedłużył kontrakt ze Stuttgartem do 2012 roku. W sezonie 2009/2010 został wybrany przez Markusa Babela kapitanem drużyny, zastępując na tym stanowisku Thomasa Hitlzspergera.
Latem 2012 roku Delpierre przeszedł do TSG 1899 Hoffenheim, w którym zadebiutował 25 sierpnia 2012 w przegranym 1:2 wyjazdowym meczu z Borussią Mönchengladbach. W Hoffenheim grał przez rok.
W 2014 roku Delpierre trafił do holenderskiego FC Utrecht. W Eredivisie swój debiut zaliczył 2 lutego 2014 w zremisowanym 1:1 domowym meczu z Ajaksem. W Utrechcie spędził pół roku.
Latem 2014 roku Delpierre został zawodnikiem australijskiego Melbourne Victory. W A-League zadebiutował 10 października 2014 w wygranym 4:1 domowym meczu z Western Sydney Wanderers FC. W sezonie 2014/2015 wywalczył tytuł mistrza Australii. W 2016 roku zakończył karierę.
| Sezon   | Klub              | Kraj      | Rozgrywki  | Mecze | Bramki |
| ------- | ----------------- | --------- | ---------- | ----- | ------ |
| 1999/00 | Lille OSC         | Francja   | Ligue 2    | 2     | 0      |
| 2000/01 | Lille OSC         | Francja   | Ligue 1    | 8     | 0      |
| 2001/02 | Lille OSC         | Francja   | Ligue 1    | 25    | 0      |
| 2002/03 | Lille OSC         | Francja   | Ligue 1    | 31    | 3      |
| 2003/04 | Lille OSC         | Francja   | Ligue 1    | 17    | 0      |
| 2004/05 | VfB Stuttgart     | Niemcy    | Bundesliga | 10    | 1      |
| 2005/06 | VfB Stuttgart     | Niemcy    | Bundesliga | 29    | 0      |
| 2006/07 | VfB Stuttgart     | Niemcy    | Bundesliga | 33    | 0      |
| 2007/08 | VfB Stuttgart     | Niemcy    | Bundesliga | 22    | 0      |
| 2008/09 | VfB Stuttgart     | Niemcy    | Bundesliga | 22    | 1      |
| 2009/10 | VfB Stuttgart     | Niemcy    | Bundesliga | 27    | 0      |
| 2010/11 | VfB Stuttgart     | Niemcy    | Bundesliga | 18    | 1      |
| 2011/12 | VfB Stuttgart     | Niemcy    | Bundesliga | 1     | 0      |
| 2012/13 | TSG Hoffenheim    | Niemcy    | Bundesliga | 23    | 1      |
| 2013/14 | FC Utrecht        | Holandia  | Eredivisie | 14    | 0      |
| 2014/15 | Melbourne Victory | Australia | A-League   | 15    | 1      |
| 2015/16 | Melbourne Victory | Australia | A-League   | 26    | 0      |

## Kariera reprezentacyjna
Delpierre występował w młodzieżowych reprezentacjach Francji w kategoriach U-18 (2 mecze), U-20 (11 meczów) i U-21 (12 meczów). Z tą ostatnią wystąpił w 2002 roku na Mistrzostwach Europy U-21 w Szwajcarii, na których wywalczył wicemistrzostwo Europy (porażka po serii rzutów karnych z Czechami).